# Cryptochironomus brevipalpis
Cryptochironomus brevipalpis är en tvåvingeart som beskrevs av Alexander S. Konstantinov 1952. Cryptochironomus brevipalpis ingår i släktet Cryptochironomus och familjen fjädermyggor. Inga underarter finns listade i Catalogue of Life.